# Simulazione numerica diretta
Una simulazione numerica diretta (in inglese direct numerical simulation o DNS) è un tecnica di simulazione numerica usata in fluidodinamica computazionale (in inglese computational fluid dynamics, CFD). Può essere vista come la tecnica fondamentale (e meno approssimata) della CFD, in quanto le equazioni di Navier-Stokes sono risolte numericamente senza l'utilizzo di alcun modello approssimato di turbolenza che vada ad effettuare una limitazione delle scale spaziali e temporali su cui effettuare l'integrazione. Quindi, di conseguenza, in una DNS è necessario integrare l'intera gamma di scale spaziali e temporali per riuscire a descrivere i fenomeni turbolenti. Tutte le scale spaziali della turbolenza devono essere risolte nella griglia computazionale, dalle più piccole scale dissipative, chiamate microscale di Kolmogorov, fino alla scala integrale {\displaystyle L}, associato alle componenti del moto del fluido che contengono la maggior componente dell'energia cinetica. La scala di Kolmogorov, {\displaystyle \eta }, è dato da 
{\displaystyle \eta =(\nu ^{3}/\varepsilon )^{1/4}}
dove {\displaystyle \nu } è la viscosità cinematica e {\displaystyle \varepsilon } è il tasso di dissipazione dell'energia cinetica. D'altra parte, la scala integrale dipende solitamente dalla scala spaziale determinata dalle condizioni al contorno. 
Per soddisfare questi requisiti di risoluzione, il numero di punti {\displaystyle N} lungo una determinata direzione del reticolo di discretizzazione avente passo {\displaystyle h}, deve essere 
{\displaystyle Nh>L,\,}
in modo che la scala integrale sia contenuta all'interno del dominio computazionale e sia verificato anche la condizione 
{\displaystyle h\leq \eta ,\,}
in modo che la scala di Kolmogorov sia risolta. 
Poiché si ha che 
{\displaystyle \varepsilon \approx {u'}^{3}/L,}
dove {\displaystyle u'} è il valore efficace (root mean square, RMS) della velocità, le relazioni precedenti implicano che un DNS tridimensionale richiede un numero di punti griglia {\displaystyle N^{3}}, soddisfacente 
{\displaystyle N^{3}\geq \mathrm {Re} ^{9/4}=\mathrm {Re} ^{2.25}}
dove {\displaystyle \mathrm {Re} } è il numero di Reynolds in regime turbolento: 
{\displaystyle \mathrm {Re} ={\frac {u'L}{\nu }}.}
Quindi, la richiesta di risorse di calcolo in termini di memoria in un modello DNS cresce rapidamente con il numero di Reynolds (in particolare, come si dimostrerà, {\displaystyle \mathrm {Re} ^{3}}). Inoltre, data l'enorme richiesta computazionale, l'integrazione della soluzione nel tempo deve essere effettuata con un metodo esplicito e non con uno implicito. Ciò significa che, per essere precisi, l'integrazione, per la maggior parte dei metodi di discretizzazione, deve essere effettuata con un passo temporale, {\displaystyle \Delta t}, abbastanza piccolo da consentire a una particella fluida di spostare solo una frazione della spaziatura del reticolo {\displaystyle h} in ogni iterazione. Questo è, 
{\displaystyle C={\frac {u'\Delta t}{h}}<1}
dove {\displaystyle C} è il numero di Courant. L'intervallo di tempo totale simulato è generalmente proporzionale alla scala del tempo di turbolenza {\displaystyle \tau } dato da 
{\displaystyle \tau ={\frac {L}{u'}}.}
Combinando queste relazioni, e il fatto che {\displaystyle h} deve essere dell'ordine di {\displaystyle \eta }, il numero di passaggi di integrazione temporale deve essere proporzionale a {\displaystyle L/(C\eta )} . D'altra parte, dalle definizioni di {\displaystyle \mathrm {Re} }, {\displaystyle \eta } e {\displaystyle L} dato sopra, ne segue 
{\displaystyle {\frac {L}{\eta }}\sim \mathrm {Re} ^{3/4},}
e di conseguenza, il numero di passi temporali cresce anche come una legge di potenza del numero di Reynolds. 
Si può stimare che il numero di operazioni in virgola mobile richieste per completare la simulazione è proporzionale al numero di punti griglia e al numero di passi temporali e, in conclusione, il numero di operazioni aumenta man mano che {\displaystyle \mathrm {Re} ^{3}}, come accennato in precedenza. 
Pertanto, il costo computazionale di una DNS è molto elevato, anche a bassi numeri di Reynolds. Per i numeri di Reynolds riscontrati nella maggior parte delle applicazioni industriali, le risorse di calcolo richieste da una DNS supererebbero la capacità dei computer più potenti attualmente disponibili . Tuttavia, la simulazione numerica diretta è uno strumento utile nella ricerca fondamentale nella turbolenza. Utilizzando il DNS è possibile eseguire "esperimenti numerici" ed estrarre da essi informazioni difficili o impossibili da ottenere in laboratorio, consentendo una migliore comprensione della fisica della turbolenza. Inoltre, le simulazioni DNS sono utili nello sviluppo di modelli di turbolenza per applicazioni pratiche, quali i modelli in scala di sottoreti per la formulazione LES e modelli per metodi che risolvono le equazioni di Navier-Stokes mediate da Reynolds (RANS). Questo viene fatto mediante test "a priori", in cui i dati di input per il modello sono presi da una simulazione DNS, oppure mediante test "a posteriori", in cui i risultati prodotti dal modello vengono confrontati con quelli ottenuti dal DNS.